# Aires urbaines en Corrèze
Les aires urbaines en Corrèze sont des agglomérations urbaines françaises situées dans le département de la Corrèze, en région Nouvelle-Aquitaine.
En 2010, la Corrèze comprend sept aires urbaines, dont deux inter-départementale dont une interrégionale.
En 2020, les aires d’attraction des villes remplacent les aires urbaines de 2010 et celles plus anciennes de 1990.

## Liste
Le tableau ci-dessous présente la liste des aires urbaines en Corrèze :
| Code Insee | Aires urbaine      | Type                 | Unités urbaines    | Communes | Superficie (km²) | Population (2016) | Densité (2016) (hab/km²) |
| ---------- | ------------------ | -------------------- | ------------------ | -------- | ---------------- | ----------------- | ------------------------ |
| 085        | Brive-la-Gaillarde | grande aire urbaine  | Brive-la-Gaillarde | 45       | 736,8            | 102 382           | 139,0                    |
| 191        | Tulle              | grande aire urbaine  | Tulle              | 15       | 417,5            | 31 337            | 75,1                     |
| 308        | Ussel              | moyenne aire urbaine | Ussel              | 15       | 339,9            | 13 532            | 39,8                     |
| 470        | Égletons           | petite aire urbaine  | Égletons           | 7        | 176,9            | 6 953             | 39,3                     |
| 619        | Bort-les-Orgues    | petite aire urbaine  | Bort-les-Orgues    | 3        | 62,7             | 4 330             | 69,1                     |
| 739        | Argentat           | petite aire urbaine  | Argentat           | 1        | 22,4             | 3 083             | 104,3                    |
| 731        | Uzerche            | petite aire urbaine  | Uzerche            | 1        | 23,9             | 2 848             | 119,4                    |

L'aire urbaine de Brive-la-Gaillarde compte quatre communes du département de la Dordogne. Celle de Bort-les-Orgues compte deux communes situées dans le département du Cantal en région Auvergne-Rhône-Alpes.
Le tableau ci-dessous présente la liste des aires urbaines qui ont une influence sur le département de la Corrèze :
- La commune de Cublac, en Corrèze, fait partie de l'aire urbaine de Terrasson-Lavilledieu située dans le département de la Dordogne.

| Code Insee | Aires urbaine         | Type                | Unités urbaines       | Communes | Superficie (km²) | Population (2016) | Densité (2016) (hab/km²) |
| ---------- | --------------------- | ------------------- | --------------------- | -------- | ---------------- | ----------------- | ------------------------ |
| 437        | Terrasson-Lavilledieu | petite aire urbaine | Terrasson-Lavilledieu | 2        | 59,5             | 7 822             | 131,4                    |